# Resident Evil 3: Nemesis
Resident Evil 3: Nemesis (в Японии известна как Biohazard 3: Last Escape) — видеоигра жанра survival horror, являющаяся продолжением Resident Evil 2, разработанная и изданная компанией Capcom. Первоначально вышла для игровой приставки PlayStation, а затем была портирована для платформ Dreamcast, Microsoft Windows и Nintendo GameCube. Кроме того, игра доступна для скачивания на канале PlayStation Network для использования на платформах PlayStation 3, PlayStation Portable и PS Vita
Первая половина игры воспроизводит события, произошедшие за сутки до событий Resident Evil 2, вторая же половина повествует о событиях, произошедших через два дня. Игра раскрывает подробности заражения T-вирусом жителей города Раккун-сити, рассказывает о судьбах некоторых выживших и заканчивается в тот момент, когда город перестаёт существовать.
Сюжетная линия Resident Evil 3: Nemesis послужила основой для художественного фильма Обитель зла 2: Апокалипсис, вышедшего на экраны в 2004 году.
3 апреля 2020 был выпущен ремейк оригинальной игры.

## Игровой процесс
Новинкой в серии игр стало появление вооружённого противника-босса Немезиса (англ. Nemesis), экспериментального образца проекта «Тиран», нацеленного на поиск и уничтожение членов отряда «S.T.A.R.S.». Немезис может бегать, использовать ручную ракетную установку, уклоняться от выстрелов и преследовать свою жертву, открывая двери. Немезис встречается в игре несколько раз, являясь одновременно и промежуточным, и финальным боссом.
В отличие от предыдущих игр серии, в этой игре только один главный персонаж — Джилл Валентайн. Впрочем, существует ещё один играбельный персонаж — Карлос, часть сюжета игрок управляет им. То есть в предыдущих частях как правило было 2 кампании, в каждой из которых был эпизод с игрой за второго персонажа, теперь кампания одна за Джилл Валентайн с эпизодом за Карлоса.
В третьей игре серии улучшилась маневренность персонажа и его некоторые возможности:
- теперь можно уклоняться от врагов, принцип примерно такой же как в Resident Evil 4, но кнопки, которые нужно нажимать не подсвечиваются (если атака врага простая, то комбинация контрмер будет проще — соответственно более сильные атаки контратакуются более сложной комбинацией кнопок).
- нет необходимости нажимать кнопку действия для подъёма по лестницам, только если лестница не ведет на другую локацию.
- появилась возможность быстрого разворота на 180 градусов, ставшая привычным во всех последующих играх серии.
- в настройках по умолчанию включен режим автоприцеливания
- кол-во слотов в начале игры в инвентаре 8 шт., в процессе игры увеличивается на два у Джилл.
- впервые в играх серии появляется возможность взрывать врагов выстрелами в бочки с горючим, либо в заряды взрывчатки, висящие на стенах в некоторых местах.

В игре реализована система создания амуниции, в которой любой вид боеприпасов можно создать, используя найденный порох и специальный инструмент, либо смешивая порох со стандартными зарядами для гранатомёта.
Игра изобилует множеством оригинальных головоломок. Некоторые из них рассчитаны на интуицию, есть также и такие, которые потребуют элементарных знаний арифметики. Впервые в серии игр появляются головоломки, решение которых предполагает наличие у играющего музыкального слуха. Некоторые головоломки имеют различные пути решения, не повторяющиеся при повторном и последующих прохождениях. Некоторые предметы и вещи в игре располагаются случайным образом, что позволяет не снижать к игре интерес игрока при повторном и последующих прохождениях.
 Несколько раз в игре возникают моменты, когда необходимо сделать жизненно важный выбор. В такие моменты картинка на экране замирает в негативном изображении и игроку предлагается выбрать одно из двух действий. От сделанного выбора зависит дальнейшее развитие событий и даже финал всей игры. На выбор даётся ограниченное время, после которого либо причиняется вред здоровью Джилл, либо она погибает. Первый выбор происходит при встрече Джилл и Немезиса — сразиться с монстром или спрятаться в полицейском участке. Выбор влияет на то как будут выглядеть несколько следующих минут геймплея. Например — в ресторане, после знакомства Джил и Карлоса появляется Немезис. Предлагается выбор: прятаться в подвале или на кухне. В результате если спрятаться в подвале, то можно выбраться через вентиляцию и схватка с Немезисом произойдет на улице. Если прятаться на кухне, то Джил подорвет утечку газа и нокаутирует Немезиса(если не покидать ресторан, то Немезис придет в себя и с ним нужно будет сражаться). Выбор на мосту(перед фабрикой Амбреллы) — определяет концовку игры, если столкнуть Немезиса вниз — то будет концовка с Карлосом, а Николая убьет Немезис. Если спрыгнуть вниз, то нужно будет сражаться с Николаем на вертолете, а спасательный вертолет будет вести Барри Бартон.
После завершения игры, в главном меню становится доступной мини-игра под названием The Mercenaries — Operation: Mad Jackal. Играющий может выбрать одного из трёх персонажей: Карлоса, Михаила или Николая. У каждого из них собственный набор оружия и медикаментов, поэтому для прохождения сценария используется собственная стратегия. Цель мини-игры — за ограниченное время добраться от канатного трамвая, временной дислокации наёмников, до офиса товарного склада и разминировать вашего героя, в противном случае, по истечении времени, персонаж игрока погибает. За уклонение от врагов и их уничтожение время прибавляется. Причём, чем больше одновременно будет убито противников, тем больше дадут бонусного времени. Кроме того, в мини-игре имеются шесть секретных локаций, посещение которых также увеличивает время, выделенное для прохождения сценария. Вдобавок, существуют шесть заложников, освободив которых можно получить дополнительные патроны и медикаменты.
Немезис — является главной особенностью данной части игры. Любая схватка с ним крайне опасна, в отличие от тиранов в предыдущих частях серии он умеет преследовать Джил через закрытые двери. Так же если мистер Х, во второй части падал после 5и попаданий из дробовика, то Немезис выдерживает больше 8-9 попаданий после чего падает (так же как мистер Х). Сюрпризом для игроков становилось то, что полежав какое-то время Немезис приходит в себя, встает и сражается снова. Только уложив его во второй раз подряд игрок может перевести дух. В самой схватке:
- Немезис может быстро бежать за игроком (примерно в два раза быстрее, чем сам игрок).
- Немезис может наносить удары руками наотмашь.
- Немезис может схватить Джил за горло и бросить её на пол (подобно приему chokeslam).

Чтобы добить Джил, Немезис имеет свой завершающий приём, он поднимает Джил одной рукой, а другой с помощью щупалец накачивает вирусом. Но Немезис не может сделать так сразу, пока здоровье Джил позволяет вырваться. В более поздних формах мутации Немезис обрастает щупальцами, которыми он выполняет подсечки или броски.
Последняя форма мутации представляет собой что-то вроде Уильяма Биркина из второй части, т .е. некая биомасса со щупальцами и клешнями. В таком состоянии Немезис ещё более опасен и уничтожается из огромного рельсотрона.
Также, в качестве бонуса за прохождение основного сценария игры Джилл получает новые костюмы (2 в режиме «легко»), их количество зависит от набранного рейтинга (в ПК-версии все костюмы разблокированы с начала игры). Каждое новое прохождение основного сценария постепенно открывает одну из восьми страниц эпилога, в котором рассказывается о судьбах персонажей первой, второй и третьей игр серии.

## Сюжет
События в игре начинаются 28 сентября 1998 года и заканчиваются 1 октября 1998 года. Главное действующее лицо, член полицейского отряда «S.T.A.R.S.» Джилл Валентайн пытается покинуть охваченный пожарами и наводнённый зомби город Раккун-сити. Джилл направляется к месту своей бывшей работы — полицейскому управлению и встречает там своего коллегу, — пилота «S.T.A.R.S.» Брэда Викерса. На её глазах Викерс погибает от рук страшного чудовища Немезиды, творения корпорации Umbrella. В Umbrella полагают, что полицейским из «S.T.A.R.S.» известна правда о деятельности корпорации в Арклейских горах и для устранения свидетелей Umbrella отправила чудовище-мутанта Немезиса. Затем Джилл встречает солдат службы по противодействию биологическому заражению корпорации («U.B.C.S.») — Карлоса Оливейра, Михаила Виктора и Николая Зиновьева. Вместе с ними Джилл покидает опасный район на трамвае; по пути Николай пропадает, Михаил жертвует собой ради остальных, а Джилл и Карлос терпят крушение. Трамвай разбивается, и герои разделяются.
Джилл и Карлос находят друг друга в запланированной точке эвакуации — часовне. Джилл даёт сигнал вертолёту, позвонив в колокола, но Немезида уничтожает прилетевший вертолет и атакует Джилл. Ей удаётся одержать временную победу, однако Немезида заражает её вирусом. Уставшую и ослабленную, лишённую сознания Джилл находит Карлос. Он переносит её в безопасное место в часовне, а сам отправляется в расположенную неподалёку больницу на поиски вакцины. Как раз, в это самое время, начинаются события из игры Resident Evil 2 — Леон Скотт Кеннеди и Клэр Редфилд приезжают в город.
В больнице Карлос встречает Николая. Николай открывает ему свой секрет: на самом деле, он — супервайзер корпорации, и его задача — собрать информацию о способности солдат противостоять биологическому оружию. В больнице также укрывается раненый солдат «U.B.C.S.» Тайрелл Патрик, который подрывает себя вместе с предателем Николаем. Однако, Николаю удаётся в последний момент выпрыгнуть в окно. Он минирует здание больницы, но Карлос добывает вакцину и успевает покинуть здание прежде, чем оно взорвалось. Невредимый, он возвращается в часовню к Джилл. Оказав ей помощь, он предупреждает Джилл о предателе и отправляется по своим делам. Джилл, в поисках пути выхода из города забредает в парк, где обнаруживает домик охраны с тайным опорным пунктом Николая. Здесь она узнаёт о планах корпорации относительно Раккун-сити. Тут появляется сам Николай, который рассказывает Джилл о своей миссии. Николай пытается убить Джилл, но ей удаётся ускользнуть. Однако, на её голову выпадает серьёзное испытание: гигантский червь, с которым приходится сражаться.
Оказавшись на заброшенной фабрике корпорации Umbrella, Джилл снова встречает Карлоса, который рассказывает ей о том, что город вскоре будет уничтожен ядерным ударом с воздуха по приказу правительства США, так как предпринятые меры по недопущению распространения вируса оказались бесполезными. Герои разделяются, чтобы найти выход из положения, и Джилл снова встречает Николая. Николай с удовольствием рассказывает ей о том, что он собственноручно убил остальных супервайзеров и теперь его ждёт огромная награда за собранные данные о Т-вирусе. Но здесь Николай либо погибает от рук Немезиса, либо угоняет вертолёт (но и здесь 2 варианта: либо он будет сбит, либо просто улетит). В этот момент включается оповещение системы безопасности, предупреждающее о том, что приближается ракета с ядерной боеголовкой и у персонала остаётся пятнадцать минут на эвакуацию. Джилл приходится сразиться с мутировавшей формой Немезиса, на этот раз чудовище уничтожается выстрелом из рельсотрона, после которого Джилл может добить Немезиса или оставить его умирать. В зависимости от принятых ранее решений, Джилл улетает на вертолёте вместе с Карлосом или их забирает Барри Бёртон (один из героев первой части в сценарии Джилл). Ядерный взрыв уничтожает город.

## Разработка
Resident Evil 3: Nemesis была создана командой из 50 человек, объединившихся в производственную студию Capcom Production Studio 4 в октябре 1999-го. В процессе производства игра именовалась кодовым названием Resident Evil 1.9. Но, за три месяца до релиза, название было заменено на Resident Evil 3. Со слов супервайзера производства Ёсики Окамото, это было сделано для того, чтобы первые три игры из серии, выпущенные для приставки PlayStation имели последовательную нумерацию.
В отличие от предыдущих игр серии, сценарий для Resident Evil 3: Nemesis был написан не дочерней компанией Flagship, а собственным сценаристом Capcom Ясухисой Кавамурой. Впрочем, прежде чем быть запущенным в производство, сценарий был всё-таки утверждён Flagship, чтобы не допустить ошибок и расхождений с другими играми серии.

## Переиздания и порты
Resident Evil 3: Nemesis стал последним выпуском из основной серии игр, изданном для PlayStation. Ниже в хронологическом порядке приводятся порты для других платформ: PC, Dreamcast, и Nintendo GameCube.

### Версия для Windows
В июне 2000 года издание вышло в Японии, а затем появилось и в других регионах. В игре улучшилось качество 3D-моделей персонажей и повысилось разрешение экрана. Однако некоторые обозреватели, например GameSpot отметило «тёмные фоны, ужасные шрифты, и ролики…пятнистые и смотрятся плохо».
В версии для Windows у Джилл с самого начала доступны все бонусные костюмы, включая два новых, отсутствовавших в PS-версии. Вход в бутик невозможен в принципе. Мини-игра «Наёмники» (англ. The Mercenaries) была доступна с самого начала и позволяла игрокам размещать набранные ими оценки (в режиме онлайн) на официальном сайте Capcom. Эта бонусная функция с тех пор не поддерживается.

### Издание для Dreamcast
Версия для Dreamcast вышла зимой 2000 года и содержит улучшенные 3D-модели персонажей, дополнительные костюмы и мини-игру «Наёмники». По мнению Gamespot, окружающие фоны в версии стали «намного более чёткими и определёнными». Особенностью данного издания является то, что дисплей карты памяти Dreamcast, VMU, используется для отображения уровня здоровья персонажа.

### Версия для GameCube
В начале 2003 года в продаже появилась версия игры для Nintendo GameCube, которая была портирована с оригинального релиза для PlayStation. Изменилась лишь частота до 60-ти кадров в FMV-роликах и несколько улучшились 3D-модели. В силу того, что никаких существенных изменений для данной платформы не произошло, игра получила очень низкие рейтинги и оценки рецензентов. Так, IGN отметило, что «из когда-либо созданных на PSX игр, уровень её геймплея блестящ, но в общем игра даже близко не оправдывает своей цены».

## Музыка
22 сентября 1999 года был выпущен двухдисковый альбом под названием Biohazard 3: Last Escape Original Soundtrack, содержащий оригинальные саундтреки из игры. Основная музыка была написана Масами Уэдой и Саори Маэдой, кроме того, Сусаку Утияма создал композицию «The First Floor».
Альбом с саундтреками в 1999 году был выпущен в Германии, компанией Modern Graphics Distribution, под названием Resident Evil 3: Nemesis Original Soundtrack. Также в 2000 году он был опубликован Mars Colony в США. Американское и европейское издания идентичны (в плане треков) оригинальному японскому изданию, и отличаются только упаковкой и дополнительными бонусами.
В апреле 2020 года Resident Evil 3: Nemesis был переиздан лейблом Laced Records на двух грампластинках в чёрном и фиолетовом варианте. Новое оформление сделал художник Борис Монцель.
| №                   | Название                     | Длительность |
| ------------------- | ---------------------------- | ------------ |
| 1.                  | «The Last Escape»            | 0:18         |
| 2.                  | «Option Screen»              | 0:55         |
| 3.                  | «Title Calling»              | 0:07         |
| 4.                  | «Her Determination»          | 0:57         |
| 5.                  | «The Opening»                | 1:32         |
| 6.                  | «The Beginning of Nightmare» | 1:24         |
| 7.                  | «Is There a Way Out?»        | 0:35         |
| 8.                  | «The Great Novelist»         | 1:49         |
| 9.                  | «Free From Fear»             | 2:34         |
| 10.                 | «Meeting Brad»               | 1:10         |
| 11.                 | «Cold Sweat»                 | 0:47         |
| 12.                 | «The City of Ruin»           | 2:35         |
| 13.                 | «Imminent Slaughter»         | 0:28         |
| 14.                 | «Nemesis' Theme»             | 1:19         |
| 15.                 | «Feel the Tension»           | 2:07         |
| 16.                 | «The Front Hall»             | 1:56         |
| 17.                 | «The First Floor»            | 3:08         |
| 18.                 | «Well Dressed Up»            | 1:03         |
| 19.                 | «The City Without Hope»      | 3:27         |
| 20.                 | «Watch Out for Your Back»    | 1:09         |
| 21.                 | «Carlos' Theme»              | 1:32         |
| 22.                 | «Never Give Up the Escape»   | 2:33         |
| 23.                 | «Nicholai's Theme»           | 1:43         |
| 24.                 | «Together for the Escape»    | 1:25         |
| 25.                 | «Valediction»                | 2:44         |
| 26.                 | «Cold Hearted Soldier»       | 2:28         |
| 27.                 | «Quick & Fast Relief»        | 0:09         |
| 28.                 | «The Common Cure»            | 0:11         |
| 29.                 | «Escape to Ecstasy»          | 0:11         |
| 30.                 | «Zombies Trespassing»        | 0:24         |
| 31.                 | «Free Falling»               | 0:57         |
| 32.                 | «Abrupt Gunfire»             | 1:12         |
| 33.                 | «Don't Come Any Closer!»     | 1:26         |
| 34.                 | «Complete Rest»              | 2:39         |
| 35.                 | «Hero Time»                  | 2:21         |
| 36.                 | «S.G.G.S. Explosion»         | 0:16         |
| 37.                 | «Pride and Valor»            | 0:27         |
| 38.                 | «An Impending Danger»        | 0:47         |
| 39.                 | «Cable Car Crash»            | 0:15         |
| Общая длительность: | Общая длительность:          | 52:38        |

| №                   | Название                            | Длительность |
| ------------------- | ----------------------------------- | ------------ |
| 1.                  | «Ominous Presentiment»              | 0:13         |
| 2.                  | «The Clock Tower»                   | 3:30         |
| 3.                  | «Don't Lose Courage»                | 2:01         |
| 4.                  | «No Rest for the Wicked»            | 2:44         |
| 5.                  | «Mysterious Orgel (Correct)»        | 0:13         |
| 6.                  | «Mysterious Orgel (Wrong)»          | 0:16         |
| 7.                  | «From Relief to Terror»             | 0:32         |
| 8.                  | «Menacing Nemesis»                  | 1:30         |
| 9.                  | «Unstoppable Nemesis»               | 1:48         |
| 10.                 | «Bring Back Her Consciousness»      | 2:26         |
| 11.                 | «The Hospital»                      | 2:45         |
| 12.                 | «Traitor»                           | 1:08         |
| 13.                 | «Almost There...»                   | 0:24         |
| 14.                 | «Nemesis Again»                     | 0:50         |
| 15.                 | «Nothing But a Pawn»                | 1:16         |
| 16.                 | «Earthquake?»                       | 0:20         |
| 17.                 | «The Grave Digger»                  | 1:47         |
| 18.                 | «The Park»                          | 2:48         |
| 19.                 | «The Disused Plant»                 | 2:43         |
| 20.                 | «All of a Sudden»                   | 0:35         |
| 21.                 | «The Worst Scenario»                | 1:39         |
| 22.                 | «Defiant Behavior»                  | 0:51         |
| 23.                 | «The Last Argument»                 | 1:48         |
| 24.                 | «Deservedly Death»                  | 0:21         |
| 25.                 | «Four Minutes Before the Treatment» | 1:08         |
| 26.                 | «Nemesis Doesn't Give Up»           | 3:25         |
| 27.                 | «Treated to Resurrect»              | 0:20         |
| 28.                 | «Missile Approaching»               | 3:12         |
| 29.                 | «Against the Chopper»               | 1:39         |
| 30.                 | «Emergency Level D»                 | 3:03         |
| 31.                 | «Nemesis Final Metamorphosis»       | 3:41         |
| 32.                 | «The Last Decision»                 | 0:41         |
| 33.                 | «The Second Chopper (Ver. 1)»       | 0:12         |
| 34.                 | «The Second Chopper (Ver. 2)»       | 0:26         |
| 35.                 | «The Second Chopper (Ver. 3)»       | 0:38         |
| 36.                 | «Euthanasia of Raccoon City»        | 0:58         |
| 37.                 | «Unfortunate Event»                 | 1:05         |
| 38.                 | «Staffs & Credits»                  | 2:02         |
| 39.                 | «Ever After»                        | 1:49         |
| 40.                 | «Title Calling (Arranged Ver.)»     | 0:07         |
| 41.                 | «Choose the Best One»               | 1:21         |
| 42.                 | «The Doomed City»                   | 2:43         |
| 43.                 | «Hellish Agony»                     | 3:01         |
| 44.                 | «Freedom Obtained»                  | 1:18         |
| 45.                 | «Reward and Result»                 | 1:13         |
| 46.                 | «Commercial-1 (Short Ver.)»         | 0:18         |
| 47.                 | «Commercial-2 (Long Ver.)»          | 0:32         |
| Общая длительность: | Общая длительность:                 | 69:43        |

## Критика и отзывы
| Сводный рейтинг       | Сводный рейтинг | Сводный рейтинг | Сводный рейтинг | Сводный рейтинг |
| Издание               | Оценка          | Оценка          | Оценка          | Оценка          |
| Издание               | Dreamcast       | GC              | PC              | PS              |
| --------------------- | --------------- | --------------- | --------------- | --------------- |
| GameRankings          | 81,11 %         | 63,71 %         | 74,15 %         | 88,21 %         |
| Metacritic            | 79/100          | 62/100          | 71/100          | 91/100          |
| MobyRank              | 78 %            | 64 %            | 70 %            | 88 %            |
| Иноязычные издания    |                 |                 |                 |                 |
| Издание               | Оценка          | Оценка          | Оценка          | Оценка          |
| Издание               | Dreamcast       | GC              | PC              | PS              |
| 4Players              | 8/10            |                 |                 |                 |
| CVG                   | [ 29 ]          |                 | [ 30 ]          | 9/10            |
| Eurogamer             |                 | 4/10            |                 |                 |
| G4                    |                 | [ 33 ]          |                 |                 |
| Game Informer         | 8/10            | 7,75/10         |                 |                 |
| GameRevolution        | C               |                 |                 | A-              |
| GameSpot              | 8,3/10          | 4,7/10          | 6,9/10          | 8,8/10          |
| GameSpy               |                 | [ 42 ]          |                 |                 |
| IGN                   | 8/10            | 5/10            | 7,6/10          | 9,4/10          |
| Jeuxvideo.com         | 15/20           | 14/20           | 14/20           | 17/20           |
| Русскоязычные издания |                 |                 |                 |                 |
| Издание               | Оценка          | Оценка          | Оценка          | Оценка          |
| Издание               | Dreamcast       | GC              | PC              | PS              |
| Absolute Games        |                 |                 | 55 %            |                 |

Хотя игра не стала такой коммерчески успешной, как вторая часть, Resident Evil 3 получила положительные отзывы, касающиеся версий на Dreamcast и PlayStation. Так, GameSpot заявил: «В отличие от других серий, содержащих дополнительные улучшения, серия RE продолжает совершенствовать уже существующее». Критик из IGN высоко оценил игру, сказав: «История всё ещё чудесно разворачивается в интенсивной … интригующей манере, а сочетание большого рассказа и точный стиль игры по-прежнему отлично вписались». Дейл Вейр из Game Critics отмечал третью часть как «лучшую игру Resident Evil, во всей серии».
По состоянию на март 2008 года, общие объёмы продаж Resident Evil 3 по всему миру достигли 3,5 млн экземпляров.